# 영웅시대 (소설)
영웅시대는 1982년 9월부터 1984년 6월까지 《세계의 문학》에 연재한 이문열의 장편소설로, 1984년 대한민국에서 출판되었다. 한반도의 광복과 한국전쟁 그리고 이어지는 분단에 따른 불행한 가족들의 이야기이다.

## 작품의 구성
총 6 장으로 구성되어 있다.

## 작품의 주인공
1. 이동영 : 부유한 지주의 외아들, 동경에서 유학, 사남매의 아버지. 신분위장을 위해 일제 때 동양척식회사(동척)에서 일했었음. 공산당원으로 뒤늦게 입당,서울 임시지도부 간부에서 S농대 학장,그리고 다시 군인이 되었다.
2. 조정인 – 동영의 부인,3대가 한집에 살 정도로 완고했던 친정집, 반가의 규수로 자라 18살에 동영에게 시집옴.
3. 동영의 어머니 – 삼사백석이 넘는 들을 소유한 대지주, 영남세가의 사파종부, 34살에 과부가 되었다.사남매를 낳았지만 모두 죽고 동영만 살아남는다.
4. 안나타샤(안명례)- 오송리 출생,  15-16년 전에 동영을 사리원에서 만났다.모스크바 공산대학졸업,벨라노프스크 대령과 사상적 동반자로서 평양에 입성, 평양에서 시당 책임비서
5. 김시철(김철)– 동영의 친구, 학병으로 나갔다가 팔로군에 투항, 연대장(공화국 상좌), 아나키스트에서 볼세비키로 전향.다시 공산당원이 됨.동영과 함께 나간 의용군 매복작전에서 사망.
6. 박영창- 중등학교 교원으로 있다가 동경으로 옴. 흑색 노동자연명에 깊이 관여. 34세때 자주실천연구회를 이끌었으며, 동영도 이 연구회에 가담. 그 후 아나키스트 단체가 일본에서조차 모조리 무너지자, 공산주의로 전향. 동영의 사상에 가장 많은 영향을 준 인물.